# Згорня Кунгота
Згорня Кунгота (словен. Zgornja Kungota) — поселення в общині Кунгота, Подравський регіон‎, Словенія.